# Чернятин (Ивано-Франковская область)
Черня́тин (укр. Чернятин) — село в Городенковской городской общине Коломыйского района Ивано-Франковской области Украины.
Население по переписи 2001 года составляло 3185 человек. Занимает площадь 26,313 км². Почтовый индекс — 78126. Телефонный код — 03430.